# Лобня (станция)

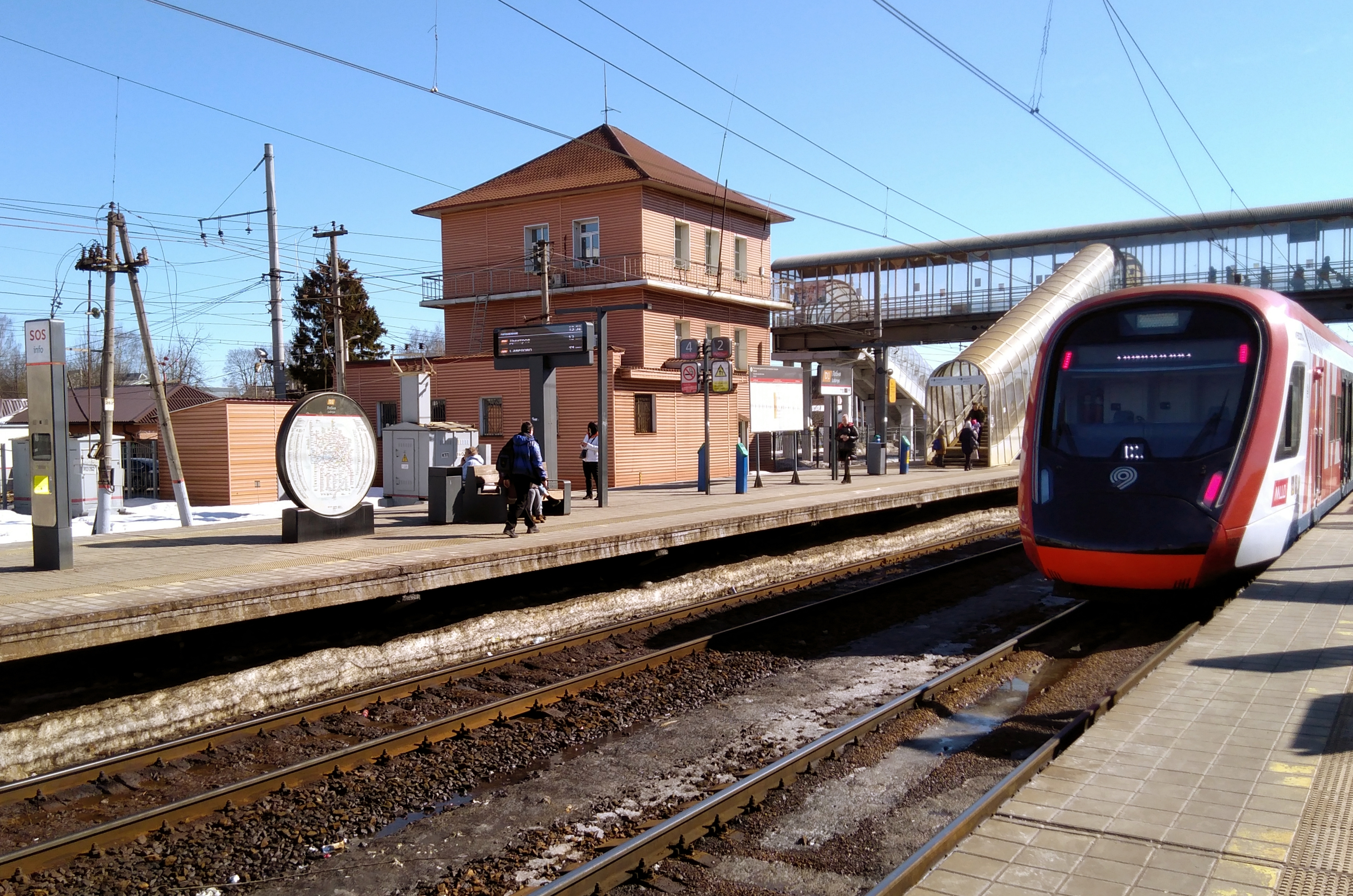
Диспетчерская, март 2021

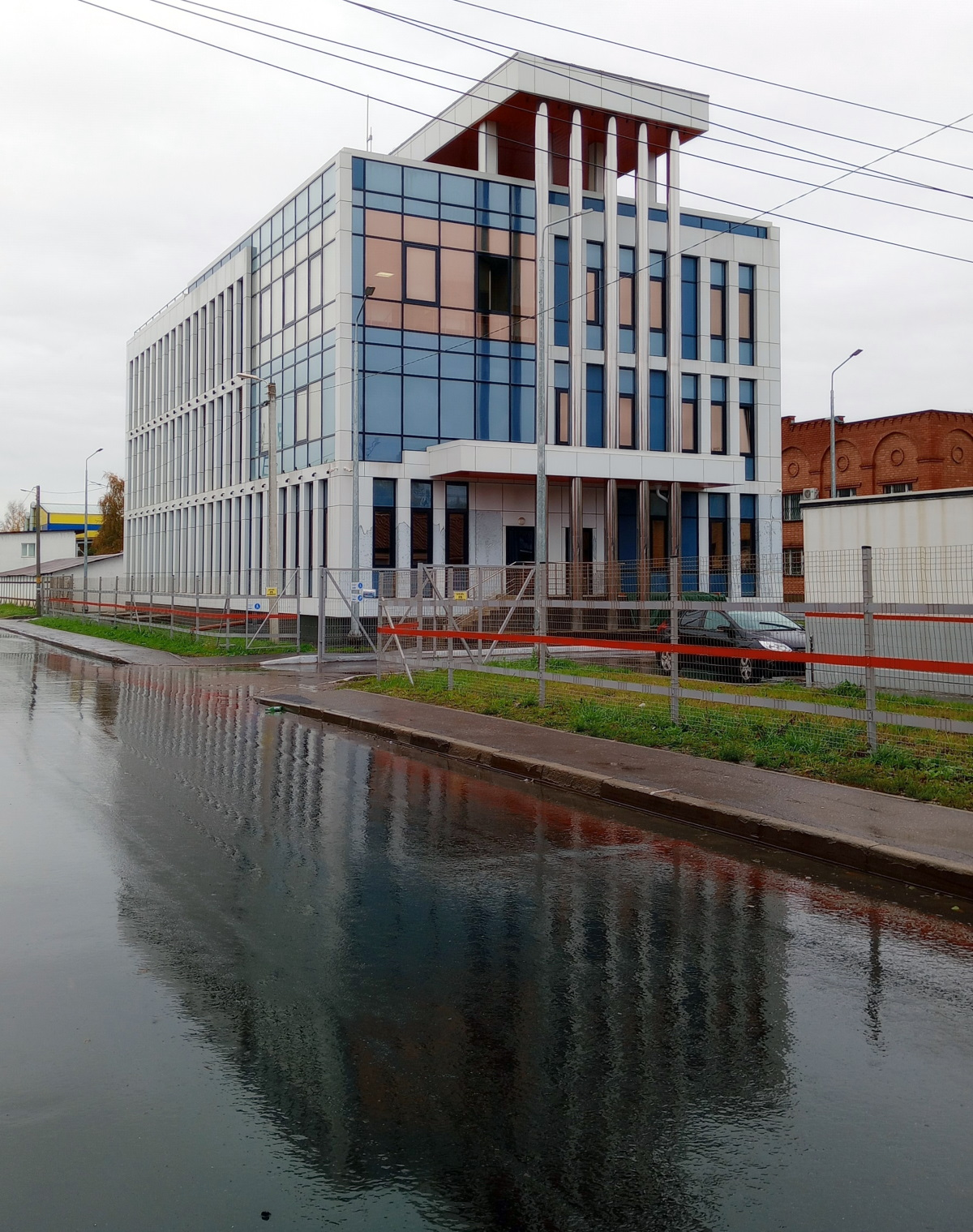
Новая диспетчерская, октябрь 2023

Ло́бня — узловая железнодорожная станция Савёловского направления Московской железной дороги в одноимённом городе Московской области, станция линии МЦД-1 «Белорусско-Савёловский» Московских центральных диаметров.
Станция входит в Московско-Смоленский центр организации работы железнодорожных станций ДЦС-3 Московской дирекции управления движением. По основному характеру работы является грузовой, по объёму работы отнесена к 1 классу. Находится в 26 км от Москвы, является самой северной станцией скоростного городского транспорта Москвы.

## История
Город Лобня возник в результате разрастания пристанционного дачного посёлка и объединения с окружающими населёнными пунктами. По мере развития данных дачных территорий потребовалось улучшить их сообщение с другими населёнными пунктами Московского уезда и губернии, для этого строились новые пути сообщения. Так на Савёловской железной дороге, в 1901 году, была открыта железнодорожная станция Лобня. Станция была названа по речке Лобненка, вокруг неё начал формироваться пристанционный посёлок, в справочнике 1911 года он назван «дачной местностью Лобня». Пристанционный посёлок объединил следующие населённые пункты: посёлки Красная поляна, Луговая, село Киово, деревни Катюшки, Букино и другие.

## Актуальное состояние
Две платформы, предназначенные для электропоездов Савёловского направления, соединены с выходами в город крытым пешеходным мостом (в 2014 году произведен ремонт обеих платформ с заменой асфальта на брусчатку), турникетами не оборудованы. Новое двухэтажное здание администрации станции построено в 1998 году из красного кирпича на месте разобранного деревянного. Старый деревянный вокзал, находившийся на стороне Киово, сгорел в одну из зим в 1990-х гг., чуть поодаль от него был выстроен краснокирпичный кассовый павильон на два окна, а на противоположной — городской стороне, на первом этаже торгового комплекса «Надежда» расположен кассовый павильон на 3 окна. С 2012 года на станции установлены и введены в эксплуатацию терминалы самообслуживания.
На станции Лобня имеется линейный пункт Министерства внутренних дел РФ (до февраля 2011 года — линейное отделение внутренних дел). Станция оборудована 16 камерами видеонаблюдения.
Имеются кассы поездов дальнего следования, находящиеся в турникетном павильоне экспресса.
Под единым руководством начальника станции Лобня с 2008 года находится также станция Аэропорт Шереметьево.
В оперативном подчинении станции находится Путевая машинная станция № 76 (ПМС-76) Дирекции по ремонту пути МЖД.
Станция Лобня содержит пешеходный мост над путями, соединяющий две части города, а также переезд со шлагбаумом, соединяющий город Лобню с Дмитровским шоссе. Этот шлагбаум вследствие интенсивного движения электропоездов и маневровой работы депо Лобня создаёт колоссальные неудобства водителям, надолго застревающим в пробках. Существует проект строительства автомобильного моста над железнодорожными путями с прокладкой объездной дороги вокруг г. Лобня — на участке между платформами Депо и Луговая.
От станции до аэропорта Шереметьево А,В,С можно добраться на рейсовом автобусе номер 21. На пристанционной площади — стоянка такси. Вблизи станции Лобня находится озеро Киёво, в 10 километрах — озёра Круглое и Долгое.
В 2018 году начата реализация совместного проекта ОАО «РЖД» и Правительства Москвы «Московские центральные диаметры», в рамках первой очереди которого 21 ноября 2019 года запущена 52-километровая линия МЦД-1 Лобня — Одинцово. До 2025 года планируется реконструировать три пассажирские платформы и построить конкорс — распределительный зал с зоной ожидания для пассажиров.

## Путевое развитие и направления движения
Станция имеет 28 подъездных путей (в их числе 16 основных), 4 пути для пропуска электропоездов и поездов дальнего следования, до марта 2019 года путь № 11 использовался для экспресса Москва — Лобня и имел отдельную платформу № 3 с турникетным залом и выходом в город. Турникетный зал закрыт, платформа № 3 демонтирована, на её месте устроен дополнительный неэлектрифицированный путь.
Станция узловая, так как в границах станции также находится ответвление от главного хода на Аэропорт Шереметьево, находящееся южнее основной части станции, у платформы Шереметьевская. Сама платформа также частично находится в границах станции (восточная платформа, так как входной светофор станции по правильному пути находится южнее платформы, а по неправильному — севернее).
Станция электрифицирована с 1954 года.
| Серия        | Начало эксплуатации на направлении МЖД | Окончание эксплуатации на направлении МЖД                |
| ------------ | -------------------------------------- | -------------------------------------------------------- |
| ЭР2Т и ЭР2Р  | ?                                      | Постепенное снятие с маршрутов в течение 2017—2020 годов |
| ЭД4М и ЭД4МК | В 2000-х годах                         | -                                                        |
| ЭП2Д         | 2019                                   | -                                                        |
| ЭГ2Тв        | 2019                                   | -                                                        |

|                  | В сторону Москвы                                                           | В сторону Дмитрова                               |
| ---------------- | -------------------------------------------------------------------------- | ------------------------------------------------ |
| Экспресс         | Савеловская, Белорусская, Одинцово                                         | Дубна                                            |
| МЦД              | Одинцово                                                                   | -                                                |
| Обычные пригород | Савеловская, Белорусская, Одинцово, Кубинка, Звенигород, Можайск, Бородино | Дмитров, Дубна, Савёлово, Талдом, Вербилки, Икша |
| Отмененные       |                                                                            |                                                  |
| Экспресс         | Можайск                                                                    | Дмитров                                          |
| Обычные пригород |                                                                            | Костино, Желтиково                               |

| Станция МЦД        | Время в пути |
| ------------------ | ------------ |
| Савеловская        | 40—42 минуты |
| Белорусская        | 47—64 минуты |
| Тимирязевская      | 35 минут     |
| Одинцово           | 77—90 минут  |
| Славянский бульвар | 60—80 минут  |
| Сколково           | 67—96 минут  |

Через станцию курсирует два поезда дальнего следования: Москва — Рыбинск, два раза в неделю и Минск — Архангельск/Мурманск, несколько раз в неделю.
В 2019 году в связи с реализацией проекта строительства Московских центральных диаметров на станции велось строительство парка для отстоя и экипировки электропоездов «Иволга» в составе 4 тупиковых путей для приёма и отправки электропоездов МЦД.
Инфраструктура станции будет переделана согласно проекту МЦД: планируется появление трёх новых островных платформ с надземным вестибюлем; со стороны Москвы будут 4 главных пути (2 на МЦД и 2 на остальные поезда).

## Аэроэкспресс и региональные экспрессы
- 2004 год — начало курсирования аэроэкспрессов Савёловский вокзал — Лобня (с 05.07.2010 г. с остановкой Долгопрудная, с 2018 г. — Окружная). Время в пути — 25 минут (40 минут на обычной электричке).
- 2008 год — открытие беспересадочного рейса в аэропорт Шереметьево, маршрут Савёловский вокзал — Лобня потерял статус аэроэкспресса и позиционируется как пригородное экспресс-сообщение (компания-перевозчик «Регион-экспресс» (РЭКС), дочерней структурой «Аэроэкспресса», с 19 августа 2015 года ОАО ЦППК). Экспресс стал использовать 11 путь для отправления/прибытия («режущий» маршрут), из-за чего на станции возникли серьёзные трудности с маневровой работой и соответственно ущерб в 7 млн руб. в год[6] (в 2017 году 8,5 млн руб. за 10 месяцев). С запуском МЦД-1 (21.11.2019 г.) Лобненский экспресс отменён.
- Летом 2018 года решено было разобрать платформу 11-го пути для регионального экспресса, вместо неё построить новую платформу в центре станции, на 3-м пути, а оборот электропоездов РЭКС осуществлять по первому и второму тупикам. После модернизации станция Лобня с тремя платформами будет работать без «режущих» маршрутов, в запараллеленном графике движения поездов, что облегчит также и маневровую работу[3].
- Также на станции останавливался (отменен в связи с запуском МЦД-1) экспресс Москва — Дмитров (по будням 3 раза в Москву и 2 из Москвы).
- С 10 декабря 2017 года до ввода МЦД-1 в расписании ЦППК некоторые экспрессы стали диаметральными (кроме экспресса Москва-Дубна) и соединили Дмитров (только в будни) и Лобню с Одинцово и Можайск (экспрессы, отправлявшиеся из Дмитрова: 1 состав до Одинцово, 1 до Можайска, 1 до Москвы (вечером))[10].
- Экспресс Дубна — Москва — Дубна не останавливался на станции, только с середины 10 годов 21 века ему назначили остановку в Вербилках, а потом в Лобне. С начала запуска МЦД-1 экспрессу назначили дополнительные остановки на Долгопрудной и Окружной.
- С января 2020 года останавливается экспресс Дубна — Одинцово (1 пара в сутки), по выходным следует сокращенным маршрутом до Белорусской.
- С марта 2021 года поезду дальнего следования № 602/601 Москва — Рыбинск введена тарифная остановка на станции Лобня.

## Грузовая работа

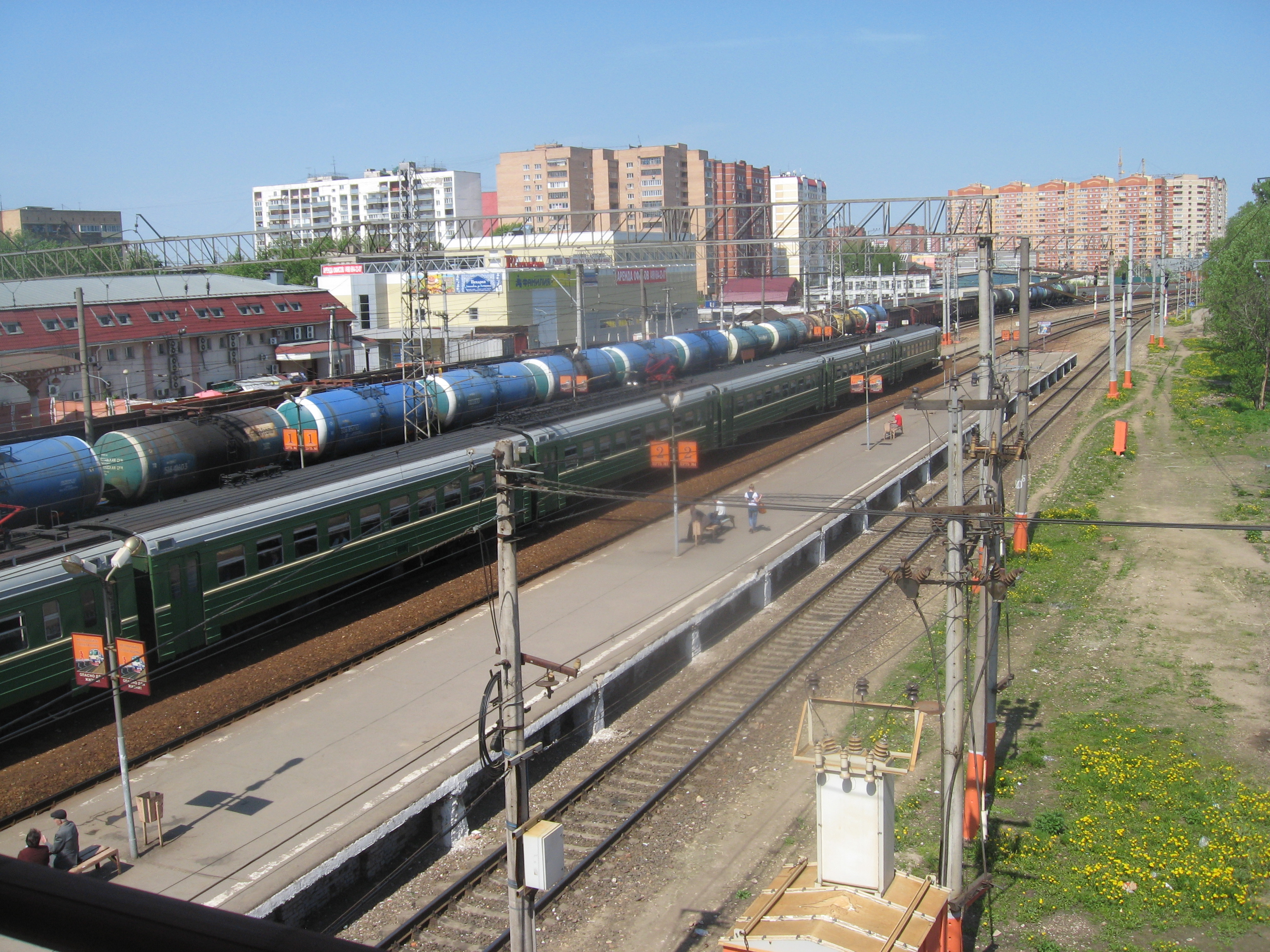
Станция Лобня летом 2011 года.

В настоящее время станция Лобня — крупная железнодорожная станция, обеспечивающая интенсивные пригородные и грузовые перевозки, в том числе грузоперевозки аэропорта Шереметьево.
Услугами по грузообороту в 2017 пользуются десятки предприятий, наиболее крупные клиенты — ЗАО «Газпромнефть-Терминал», топливо-заправочный комплекс аэропорта Шереметьево, Центральный завод «Металл Профиль», УПТК «Спецмонтажмеханизация», Павельцевская нефтебаза.
В год на станции Лобня выгружается около 24 000 вагонов, что составляет около 10 процентов работы по выгрузке третьего территориального центра Московско-Смоленского региона Московской железной дороги. Погрузка составляет около 1000 вагонов в год.
В 2017 году месячная выручка станции от грузовой работы, перечисляемая в бюджет ОАО «РЖД», составляет 68 млн рублей. Суммарная погрузка и выгрузка — 102 вагона ежесуточно, около 36 тыс. вагонов в год.

## Транспорт
| №               | Конечный пункт 1 | Промежуточные остановки | Конечный пункт 2       |
| --------------- | ---------------- | ----------------------- | ---------------------- |
| 1               | Лобня            | -                       | Красная Поляна         |
| 2               | Лобня            | -                       | Лобня                  |
| 2Л              | Лобня            | -                       | Лобня                  |
| 4               | Лобня            | -                       | Красная Поляна         |
| 5               | Лобня            | -                       | пл. Луговая            |
| 8               | Лобня            | -                       | Лобня                  |
| 9               | Лобня            | -                       | Красная Поляна         |
| 17              | Дворец спорта    | -                       | Дворец спорта          |
| 17А             | Дворец спорта    | -                       | Дворец спорта          |
| 21              | Южный            | -                       | Шереметьево-1          |
| 23              | Лобня            | -                       | Круглое озеро          |
| 25              | а/с Мытищи       | -                       | Лобня                  |
| 31/50           | а/с Дмитров      | -                       | Лобня                  |
| 36              | Лобня            | -                       | Новосельцево           |
| 38              | Лобня            | -                       | Долгопрудная           |
| 41              | Лобня            | -                       | Химки                  |
| 42              | Лобня            | -                       | Данилково              |
| 48              | Лобня            | Шереметьево-1           | Дубровки               |
| 50              | Лобня            | -                       | Рогачёво               |
| 50/31           | Лобня            | -                       | а/с Дмитров            |
| 60              | Лобня            | -                       | Марфино                |
| 171к            | Лобня            | -                       | Глазово                |
| 459             | Лобня            | -                       | Москва ( Физтех)       |
| 865а            | Лобня            | -                       | Перепечинское кладбище |
| «№» — кольцевой |                  |                         |                        |

Карта автобусов Лобни, состояние на 2018-й год. Все маршруты проходят через станцию Лобня.
Карта автобусов Лобни с окраинами, состояние на 2018-й год. Все маршруты проходят через станцию Лобня.

## Персонал
Коллектив станции Лобня в 1980—90-е годы составлял около 90 сотрудников, в 2018 — 61 железнодорожник (в штате Московской дирекции управления движением МЖД). Пост блочно-релейной электроцентрализации.
| ФИО                           | Период    | Примечание |
| ----------------------------- | --------- | --- |
| Бурков Николай Константинович | 1948—1973 | Участник ВОВ, подполковник ЖДВ, награждён медалями: «За победу над Германией», «За трудовое отличие», «За трудовую доблесть». Орден Отечественной войны. Орден «Знак Почёта». Знак «Ударник сталинского призыва» |
| Шершавин Борис Иванович       | 1988—2009 | |
| Бондарев Сергей Семёнович     | 2009—2012 | |
| Абраимов Павел Игоревич       | 2012—2014 | |
| Даветов Завур Даниялович      | 2014—2016 | |
| Логинов Илья Сергеевич        | с 2017    | в третьем квартале 2017 года и втором квартале 2018 года вывел станцию в победители сетевого соревнования ОАО «РЖД»                                                                                              |

## Планы развития станции
| № | Проект | Дата предложения/дата полной реализации | Статус                            |
| - | --- | --------------------------------------- | --------------------------------- |
| 1 | С целью разгрузить станцию Лобня от цистерн с авиационным топливом планировалось строительство технопарка вблизи топливо-заправочного комплекса аэропорта Шереметьево. В настоящее время проект заморожен в связи с отсутствием инвестора. Максимальная концентрация цистерн на станции Лобня в летние месяцы пиковых нагрузок достигала 100 вагонов. | Данные отсутствуют                      | не реализован                     |
| 2 | С целью развития ж/д транспорта для пригородного пассажирского движения (точнее из-за МЦД) было предложено перестроить станцию. Должны появиться 3 островные платформы. | Поиск финансирования                    | Отложен, до поступления средств . |

## Инциденты
4 октября 2011 года в границах станции, на подъездном пути ТЗК «Шереметьево» произошёл сход цистерн в результате дефекта ручного стрелочного перевода. Расследованием Центральной дирекции управления движением ОАО «РЖД» установлено, что начальник станции Лобня Сергей Бондарев не выполнил нормативы личного участия в обеспечении безопасности движения поездов, не обеспечил качественную выверку технической документации. Установлено также, что на станции нарушается порядок проведения месячных комиссионных осмотров станций.